# Be Still for the Presence of the Lord
 (mars 2022).
Be Still for the Presence of the Lord est un hymne contemporain écrit par l'auteur-compositeur britannique David J. Evans en 1986. Evans était impliqué dans le mouvement charismatique mais estimait que certains de ses cultes risquaient de traiter Dieu de manière insignifiante. Plus précisément, il s'est inspiré de la phrase de l'Ancien Testament - alors Jacob s'est réveillé de son sommeil et a dit 'certainement que le Seigneur est en ce lieu et je ne le savais pas. Exode 3: 1– 6, où Moïse rencontra Yahweh au buisson ardent.
Cet hymne a été entendu dans l'émission de la BBC Songs of Praise et a été élu comme l'un des 10 hymnes les plus populaires du Royaume-Uni en 2019.